# Teksas (brydż)
Teksas jest brydżową konwencją licytacyjną która została opracowana niezależnie od siebie przez Amerykanina Davida Cartera i Szweda Olle Willnera. W Polsce nazwa teksas jest często używana do określenia "transferów Jacoby'ego".
W podstawowej wersji tej konwencji, odzywki 4♦ i 4♥ po naturalnym 1BA lub 2BA pokazują silę wystarczająca na wygranie końcówki i longer w kolorze bezpośrednio wyższym od zalicytowanego (zalicytowanie kar pokazuje kiery, zalicytowanie kierów pokazuje piki).
Jedną z odmian tej konwencji jest Teksas południowoafrykański.